# Amazonides bioculata
Amazonides bioculata là một loài bướm đêm trong họ Noctuidae.